# Salsa sriracha

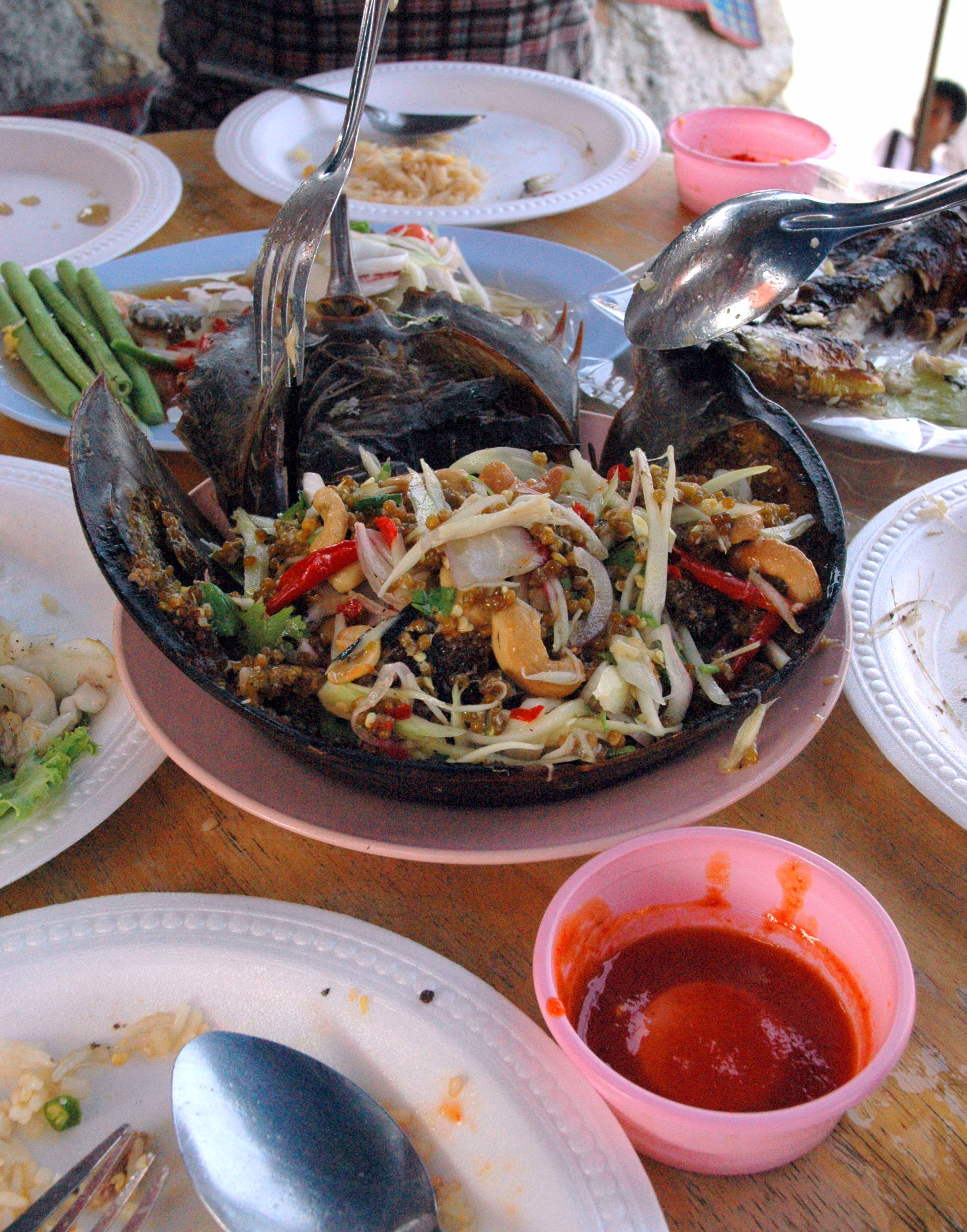
Limulidi serviti con salsa sriracha sauce nel paese di Si Racha

La salsa sriracha (in thailandese ศรีราชา; sᵻˈrɑːtʃə o sǐː rāː.t͡ɕʰāː ; ) è una salsa chili a base di peperoncini,   aceto bianco distillato, aglio, zucchero e sale. Il suo nome deriva dalla città di Si Racha, nella provincia di Chonburi (Thailandia dell'Est), dove potrebbe essere stata inizialmente prodotta per essere servita nei ristoranti di pesce locali.
La piccantezza della salsa, misurata sulla scala di Scoville, varia fra i 1 000 e i 2 500 SU.

## Utilizzo
In Thailandia, la sriracha è usata principalmente come salsa d'accompagnamento, in particolare per i piatti a base di pesce. Nella cucina vietnamita, la sriracha
viene usata per condire phở o noodles fritti, o per guarnire gli involtini primavera (chả giò).
La sriracha accompagna anche zuppe, uova e panini. A base di questa salsa sono stati creati anche marmellate, lecca-lecca e cocktail, nonché patatine in busta.

## Origine
L'origine e la storia della salsa sriracha è dibattuta. Alcuni raccontano che sia stata inventata da una donna thailandese di nome Thanom Chakkapak, nel paese di Si Racha (pronunciato anche Sri Racha).
Secondo l'associazione thailandese Chomrom Rak Si Racha, invece, la salsa venne inventata da alcuni lavoratori di una segheria birmana a Si Racha.

## Varianti
In Thailandia, la salsa è chiamata spesso sot Siracha (ซอสศรีราชา) e alcune volte nam phrik Siracha (น้ำพริกศรีราชา). La salsa tradizionale tende ad essere di sapore più piccante e di consistenza più liquida rispetto a quelle non thailandesi.

### Stati Uniti d'America
Negli Stati Uniti, la versione più conosciuta della salsa è quella prodotta dalla Huy Fong Foods e a volte viene chiamata "rooster sauce" o "cock sauce" per via dell'immagine di un pollo sulla bottiglia. Altre varianti della salsa sriracha sono apparse sul mercato statunitense, inclusa una salsa invecchiata in barili di whisky.
Molti ristoranti e fast food statunitensi, fra cui Wendy's, Applebee's, P.F. Chang's, Pizza Hut, Jack in the Box, McDonald's, Subway, Taco Bell, White Castle, Gordon Biersch, Chick-fil-a e Burger King hanno incluso la salsa sriracha fra le loro portate, talvolta mischiandola con la maionese o altre salse d'accompagnamento.

## Nella cultura di massa
- Nel 2013 il regista statunitense Griffin Hammond ha pubblicato un documentario sull'origine e produzione della salsa sriracha.[21]
- Nel 2017 debutta il trio 3Racha formato da Bang Chan, Changbin e Han, successivamente integrati nel gruppo k-pop Stray Kids.